# Rourea omissa
Rourea omissa är en tvåhjärtbladig växtart som beskrevs av E. Forero. Rourea omissa ingår i släktet Rourea och familjen Connaraceae. Inga underarter finns listade i Catalogue of Life.